# Cheiramiona kentaniensis
Cheiramiona kentaniensis là một loài nhện trong họ Miturgidae.
Loài này thuộc chi Cheiramiona. Cheiramiona kentaniensis được miêu tả năm 2003 bởi Lotz.